# Konferenční stolek

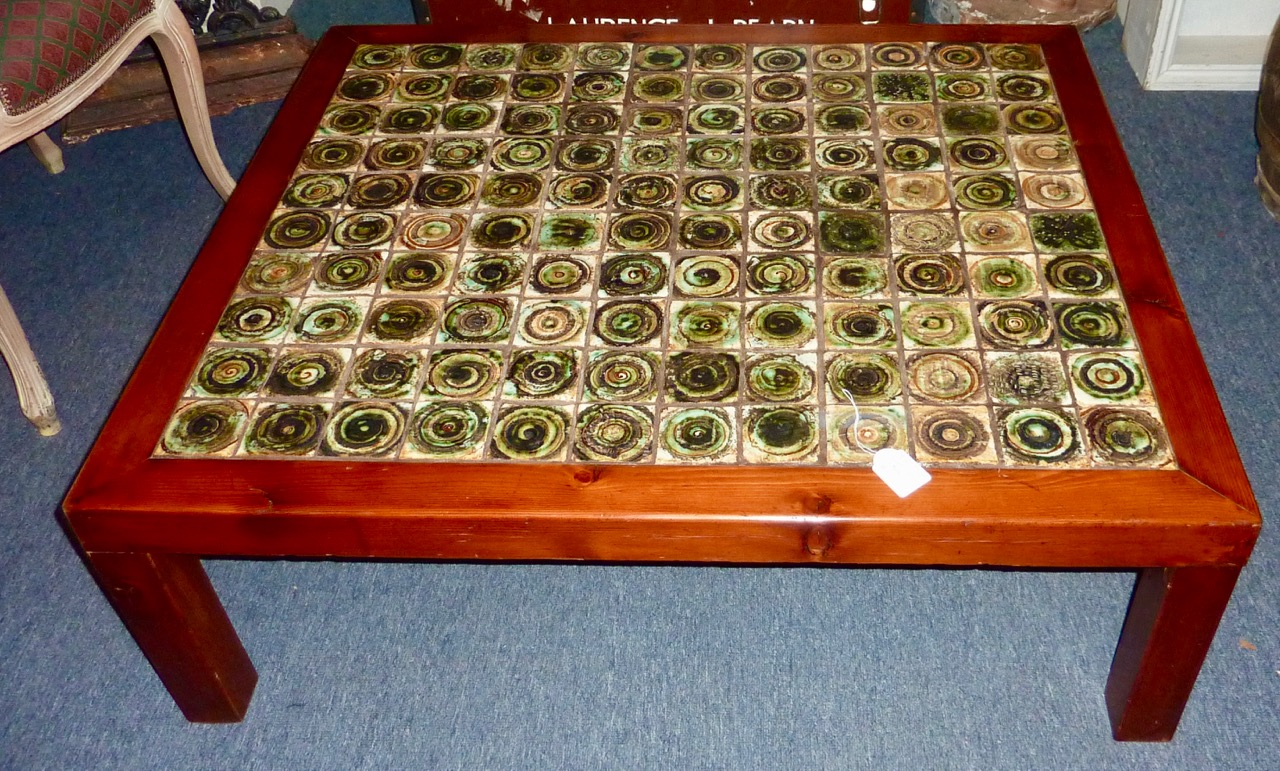
Konferenční stolek s deskou ve stylu 70. let 20. století

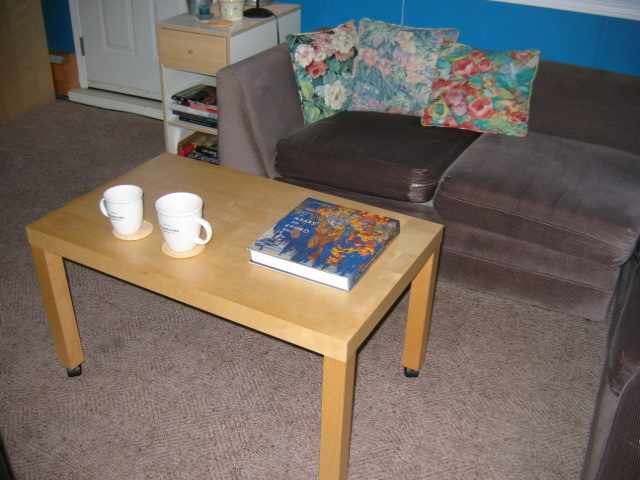
Dřevěný konferenční stolek s párem kávových šálků a knihou o kávě

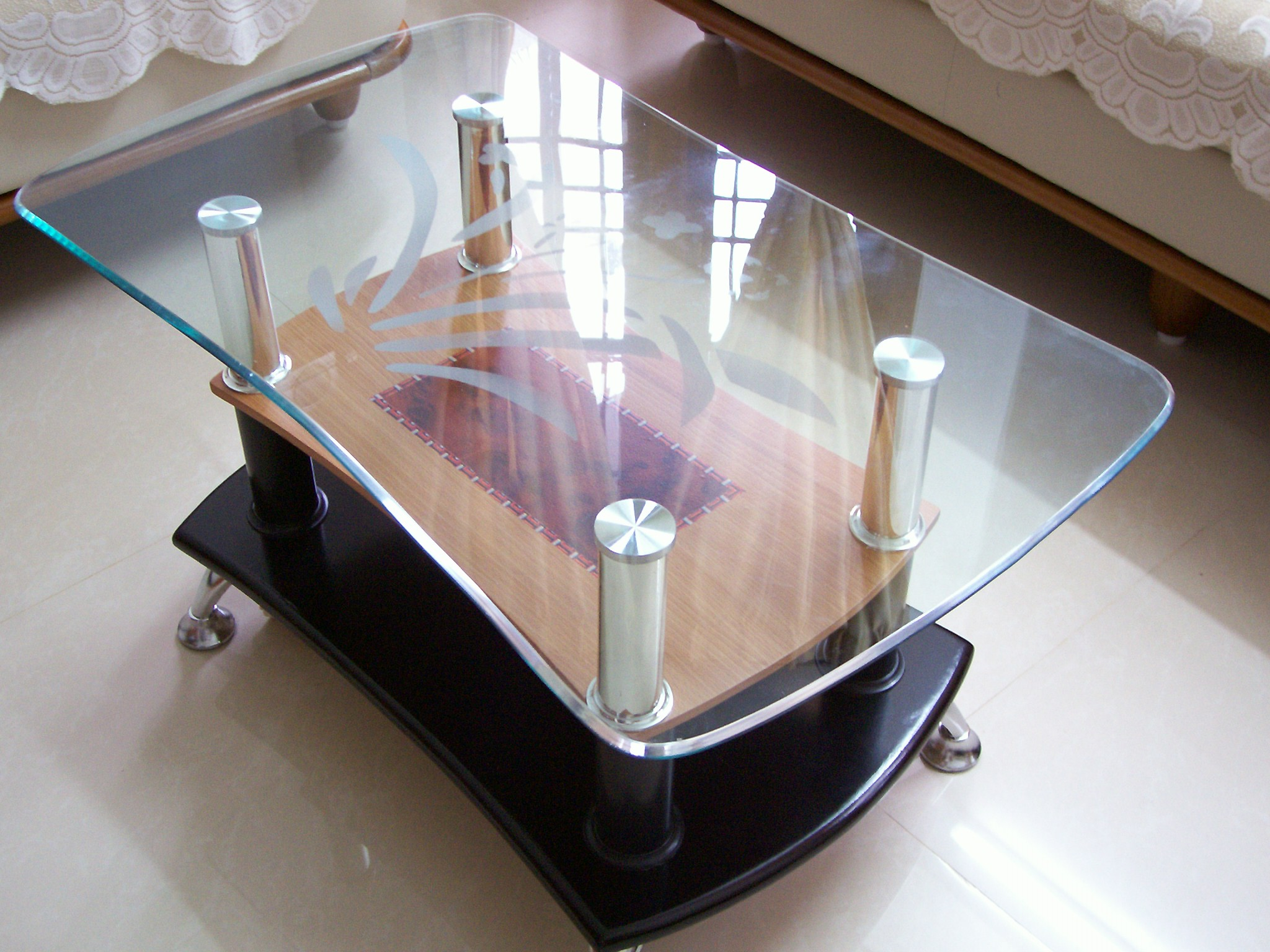
Skleněný konferenční stolek

Konferenční stolek je nízký stolek navržený tak, aby se dal umístit do obývací části interiéru pro odkládání nápojů, dálkových ovladačů, časopisů, knih a jiných malých předmětů. Většina konferenčních stolků je vyrobena ze dřeva (ačkoli běžné jsou i stolky z nepravého dřeva, nebo ze skla a kovu, obvykle z nerezavějící oceli nebo hliníku, a mohou obsahovat poličky nebo zásuvky. Jednou z důležitých vlastností konferenčního stolku je jeho rozměr. Výška stolku by měla být stejná jako výška pohovky, ke které se umísťuje. Délka stolku by měla odpovídat délce pohovky a tedy konferenční stolek by měl mít 40–70 % z délky samotné sedačky. U pohovky typu L (rohová pohovka) je to 40-70% délky hlavní sedací části pohovky. Konferenční stolky byly původně vyrobeny v renesanční Anglii. První stoly specificky navržené a nazývané jako konferenční byly zřejmě vyrobeny v Británii během pozdní viktoriánské éry.

## Původ
Později byly konferenční stolky navrženy jako nízké stolky a tento nápad mohl pocházet z Osmanské říše na základě stolků používaných v čajových zahradách. Jelikož však byl anglo-japonský styl v Británii populární během 70. a 80. let 19. století a nízké stoly byly běžné v Japonsku, zdá se, že je to rovněž pravděpodobný zdroj konceptu dlouhého nízkého stolu. Od konce 19. století se mnohé konferenční stolky následně vyráběly v dřívějších stylech kvůli popularitě revivalismu, takže je zcela možné najít konferenční stolky ve stylu Ludvíka XVI. nebo konferenční stolky v gruzínském stylu, ale zdá se, že neexistují žádné důkazy. stůl ve skutečnosti vyroben jako konferenční stolek před tímto časem. Joseph Aronson , který píše v roce 1938, definuje konferenční stolek jako „Nízký široký stolek, který se nyní používá před pohovkou nebo gaučem. Neexistuje žádný historický precedens …“, což naznačuje, že konferenční stolky byly pozdním vývojem v historii nábytku. Se zvyšující se dostupností televizních přijímačů od 50. let 20. století si konferenční stolky skutečně přišly na své, protože jsou dostatečně nízké, dokonce i se šálky a skleničkami na nich, aby nebránily výhledu na televizi.